# Prospect (Ohio)
Prospect es una villa ubicada en el condado de Marion en el estado estadounidense de Ohio. En el Censo de 2010 tenía una población de 1112 habitantes y una densidad poblacional de 593,02 personas por km².

## Geografía
Prospect se encuentra ubicada en las coordenadas 40°27′14″N 83°11′5″O / 40.45389, -83.18472. Según la Oficina del Censo de los Estados Unidos, Prospect tiene una superficie total de 1.88 km², de la cual 1.88 km² corresponden a tierra firme y (0%) 0 km² es agua.

## Demografía
Según el censo de 2010, había 1112 personas residiendo en Prospect. La densidad de población era de 593,02 hab./km². De los 1112 habitantes, Prospect estaba compuesto por el 98.11% blancos, el 0.27% eran afroamericanos, el 0% eran amerindios, el 0.18% eran asiáticos, el 0% eran isleños del Pacífico, el 0.36% eran de otras razas y el 1.08% pertenecían a dos o más razas. Del total de la población el 1.35% eran hispanos o latinos de cualquier raza.